# Drien Beukah
Drien Beukah is een bestuurslaag in het regentschap Aceh Utara van de provincie Atjeh, Indonesië. Drien Beukah telt 214 inwoners (volkstelling 2010).